# 少年宮

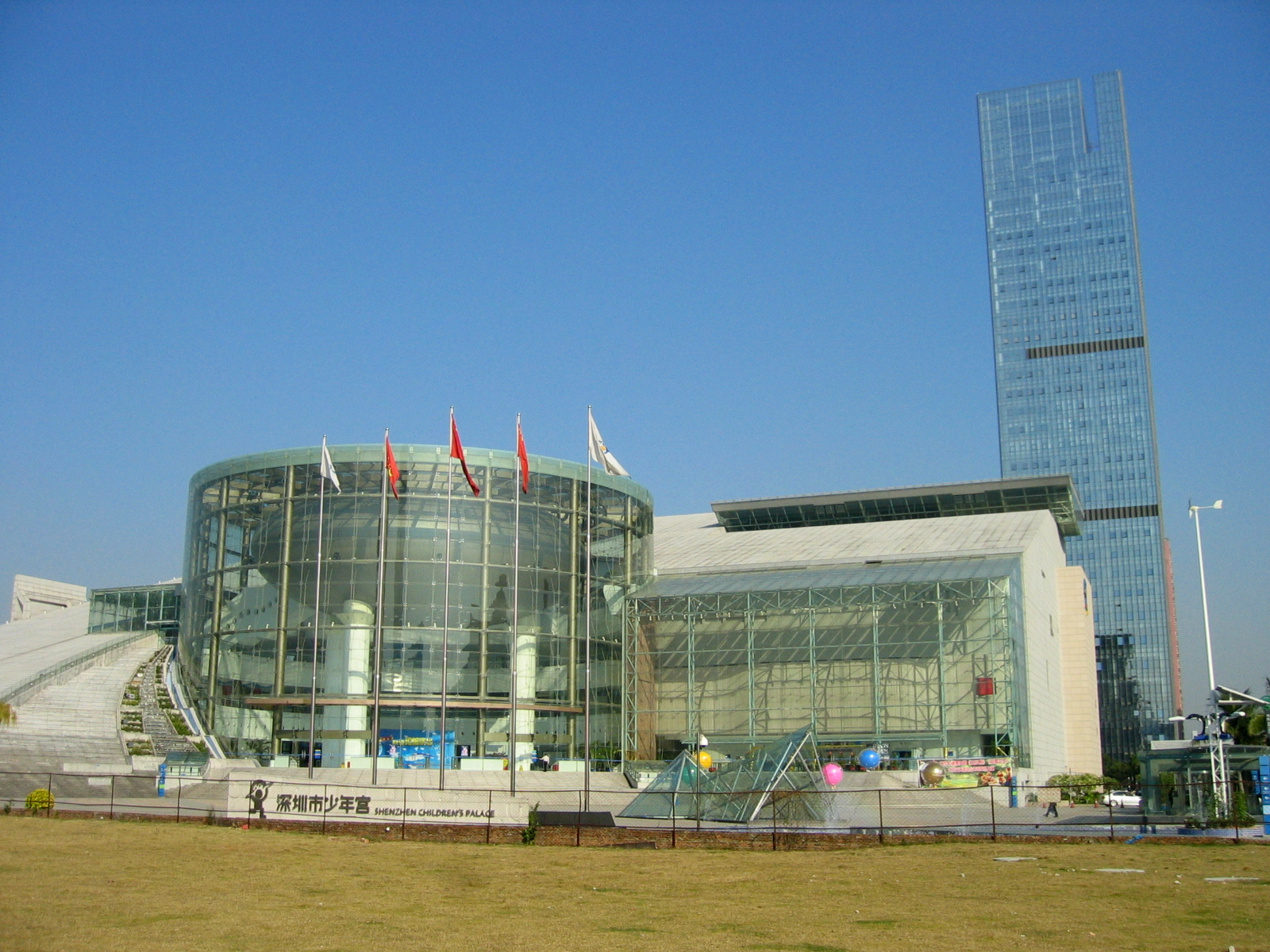
深圳市少年宮

少年宮（しょうねんきゅう、シャオニェンゴン、英文：Children's Palace）は中華人民共和国全土の各地で作られた子供たちの課外活動用の施設で、現在も補習、運動、音楽などさまざまな活動に盛んに利用されている。

## 歴史と活動
1930年代に始まったソ連のピオネール運動とピオネール宮殿は、他の社会主義国にも伝わり、新中国では「少年先鋒隊」と「少年宮」という形で展開されて、現在も活発に活動している。
大都市での少年宮は、まず区立の少年宮が各区にあり、また全市でコンサートホール兼映画劇場（影劇院）やプラネタリウムなどを共有する市立の少年宮があるという形が多い。少年宮は青少年宮とも呼ばれている。